# Hovenring
Der Hovenring ist eine mit Abspannseilen an einem Pylon aufgehängte kreisförmige Brücke für den Radverkehr über einer Verbindungsstraße zwischen den niederländischen Orten Eindhoven und Veldhoven.

## Geschichte
In der nördlichen Zugangsstraße von Eindhoven nach Veldhoven gab es mehrere Jahre lang einen großen Kreisverkehr, dessen Fahrbahn die Breite von drei Fahrstreifen hatte, die aber absichtlich nicht mit Längsmarkierungen ausgestattet waren. Die Absicht war, die Fahrer anzuregen, ruhiger zu fahren. Viele Fahrer empfanden diese Konstruktion jedoch als unangenehm.
Auch wegen der Entwicklung des neuen Eindhovener Stadtteils Meerhoven und der geplanten Verschiebung der naheliegenden Ausfahrt 31 der Autobahn A2 um einige hundert Meter nach Süden wurde eine Kapazitätserhöhung dieser Kreuzung notwendig. Es wurde dazu ein futuristisch anmutendes Konzept entworfen, in dem für den Autoverkehr eine normale Kreuzung mit Ampeln und für die Radfahrer ein schwebender Kreisverkehr vorgesehen war. Dieser erhöhte Kreisverkehr wurde wie eine Hängebrücke mit Abspannseilen an einem 70 m hohen Pylon aufgehängt. Die Anfahrrampen für die Radfahrer sind relativ lang, um die Steigung gering zu halten.
Mit dem Bau wurde Mitte Mai 2011 begonnen. Am 30. Dezember 2011 wurde die Kreuzung offiziell eröffnet. Kaum eine Woche später wurde die Kreuzung für den Verkehr wieder geschlossen, weil in den Spannseilen Schwingungen auftraten, die zu gefährlichen Situationen führen könnten. Durch die ungünstige Wetterlage verzögerte sich die Reparatur länger. Erst am 9. Juni 2012 wurde die Kreuzung für den Autoverkehr freigegeben und am 29. Juni wurde der Hovenring offiziell eröffnet. Zuvor war die Kreuzung in der Nacht vom 26. auf den 27. Juni nochmals kurz geschlossen, weil die Schwingungsdämpfer nicht richtig installiert waren.
Die Kosten des Projekts betrugen elf Millionen Euro. 40 % davon wurden durch die Stadt Eindhoven getragen, 60 % finanzierte die Europäische Union. Täglich nutzen etwa 4000 bis 5000 Radfahrende das Bauwerk.

## Der NameHovenring
In einer Art von Wettspiel wurde die Bevölkerung gebeten, Namen für die Konstruktion vorzuschlagen. Rund 200 Einwohner schlugen rund 330 Namen vor. In einer Informationsversammlung am 22. März 2010 konnten die Besucher ihre Stimme für einen Namen abgeben. Eine große Mehrheit wählte den Namen Hovenring.
Der Wortteil Hoven- ist dem gemeinsamen Teil der Ortsnamen Eindhoven und Veldhoven entnommen. Als -hoven kommt er in niederländischen und flämischen Ortsnamen öfter vor, und zwar besonders häufig in der Region Eindhoven.

## Bilder

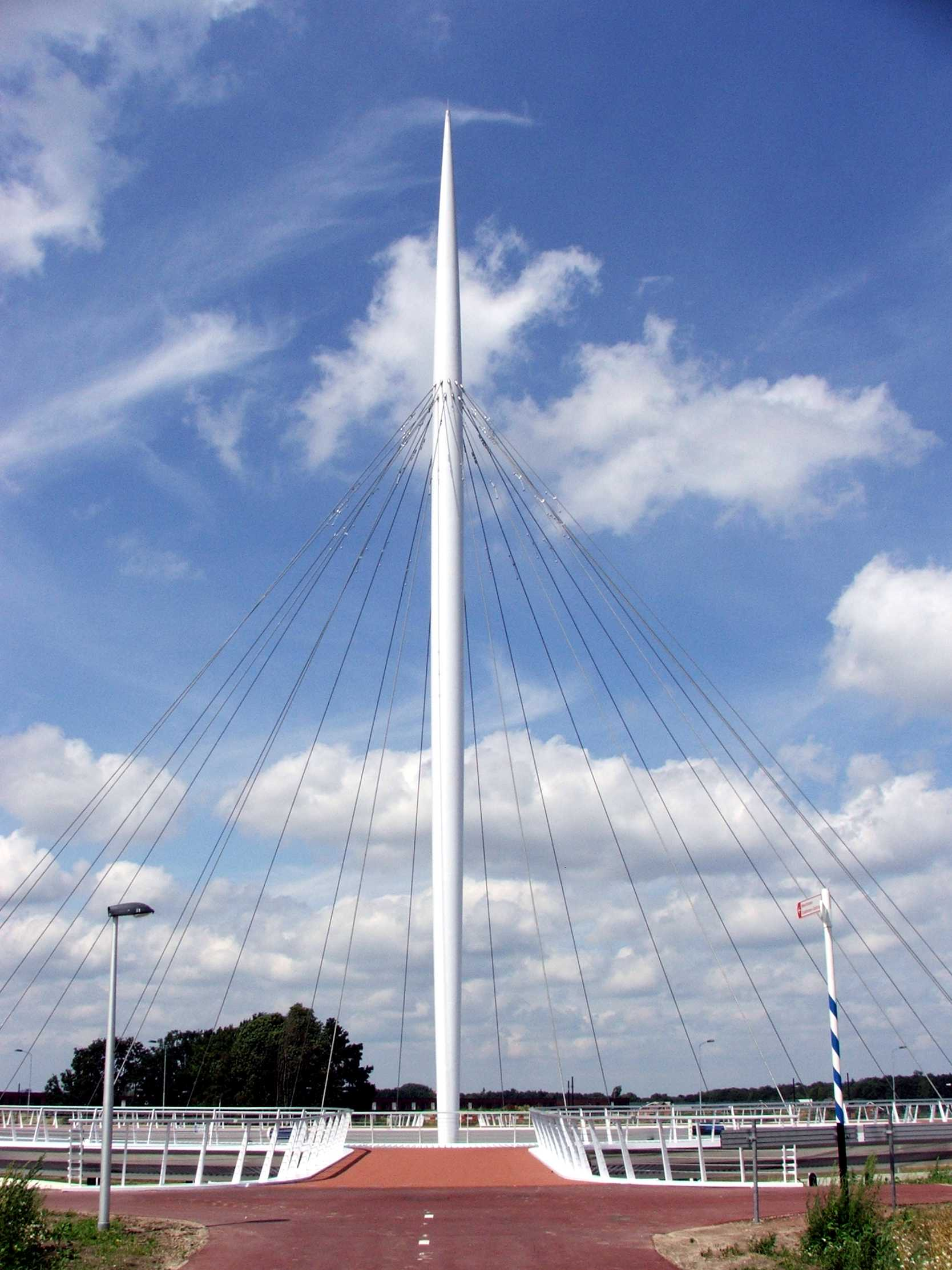
Hovenring, auf Fahrradebene
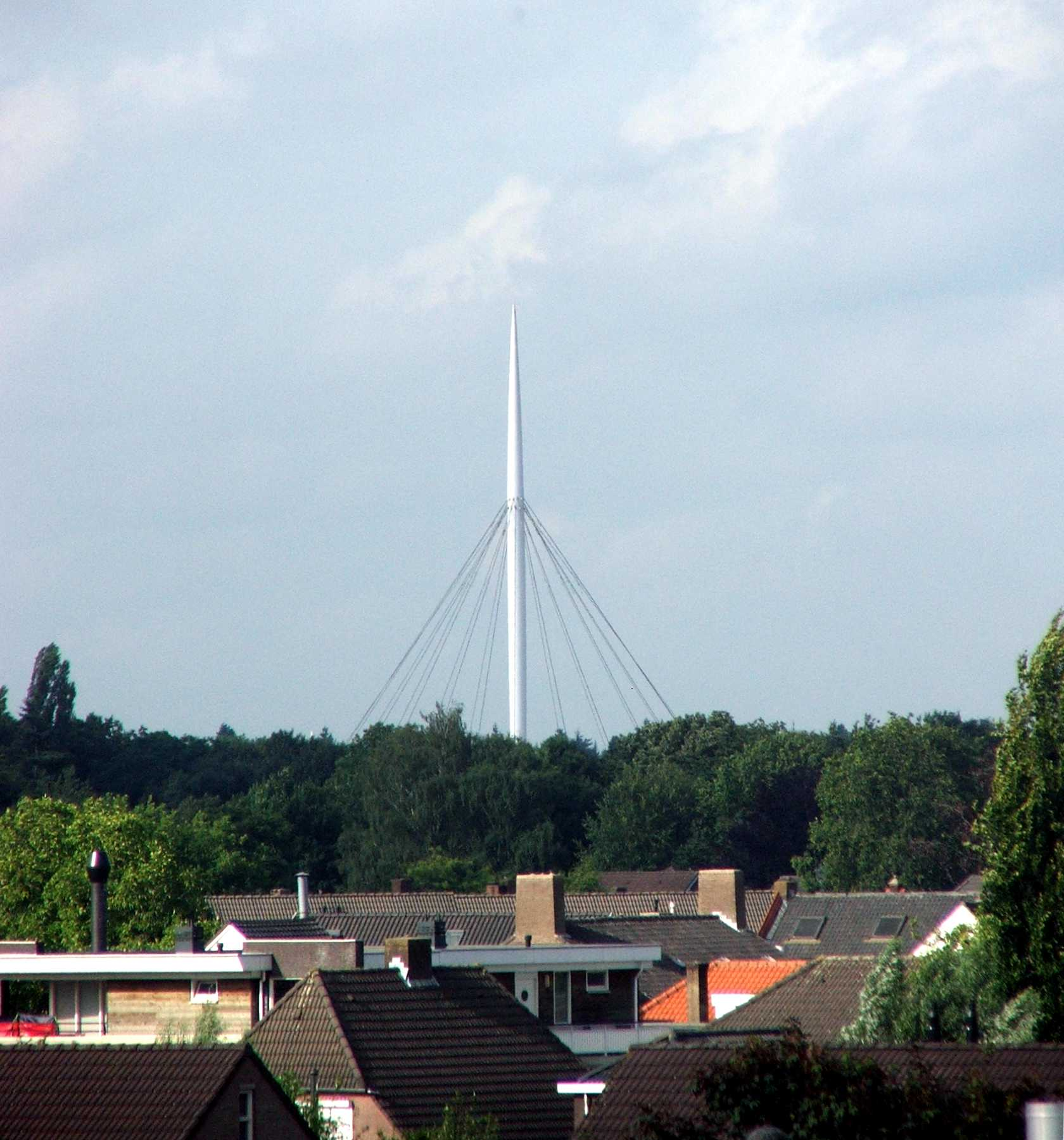
Hovenring, vom Südwesten, in rund 1,6 km Entfernung